# N834 (België)
De N834 is een gewestweg in de Belgische provincie Luxemburg. De route verbindt de N89 en N833 in La Roche-en-Ardenne met de N830 in Bastenaken. De route heeft een lengte van ongeveer 28 kilometer en bestaat uit twee rijstroken voor beide rijrichtingen samen.

## Plaatsen langs de N834
- La Roche-en-Ardenne
- Hubermont
- Ortho
- Bertogne
- Longchamps
- Withimont
- Bastenaken

## N834a
De N834a is een 80 meter lange aftakking in La Roche-en-Ardenne. De route gaat via de Place du Bronze en is ingericht als eenrichtingsverkeersweg.

## N834b
De N834b is een 75 meter lange aftakking van de N834 in Bastenaken. De route verbindt de N30 met de N834 zonder via de rotonde te gaan.